# Seitendorf (Heilsbronn)

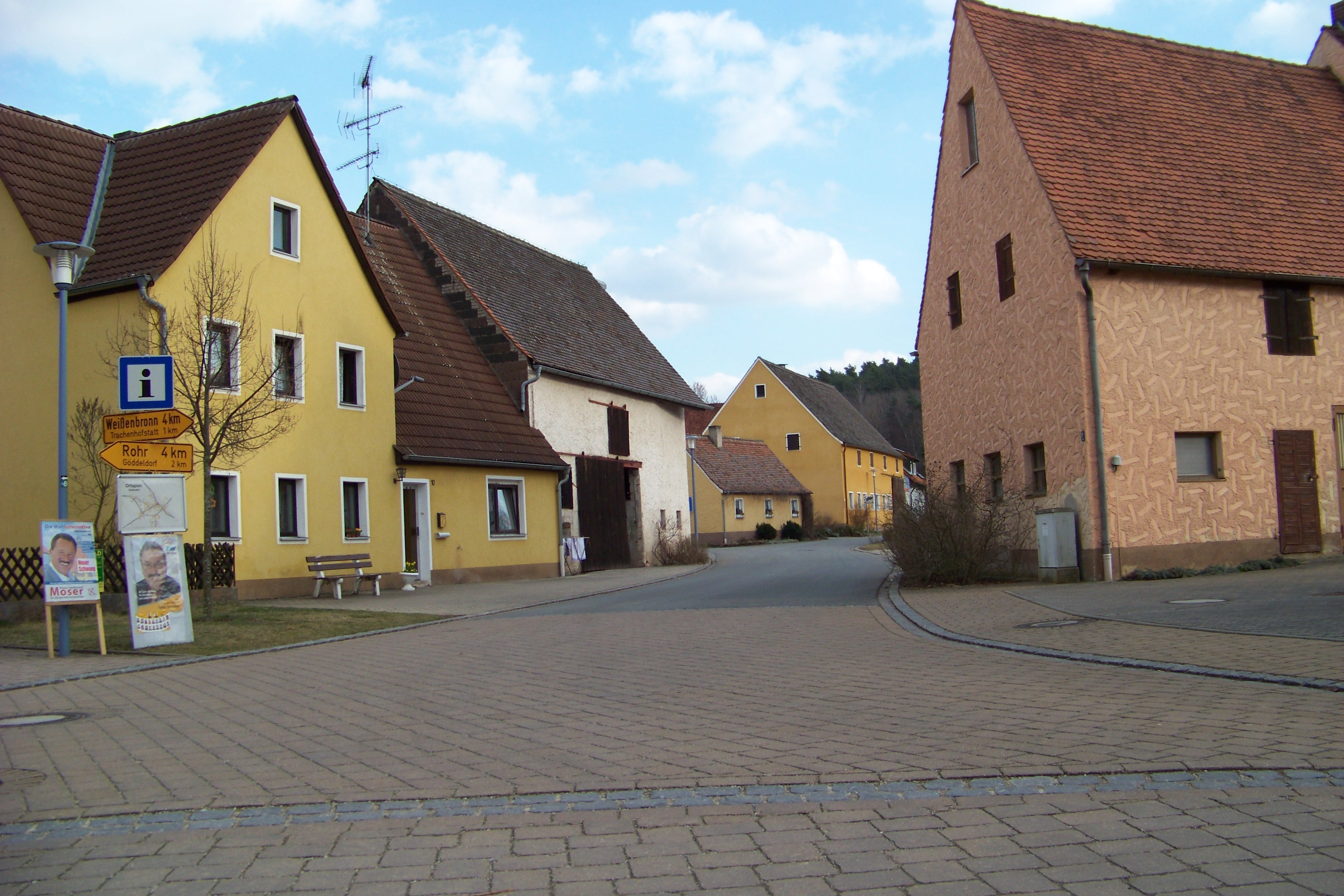
Im Ort

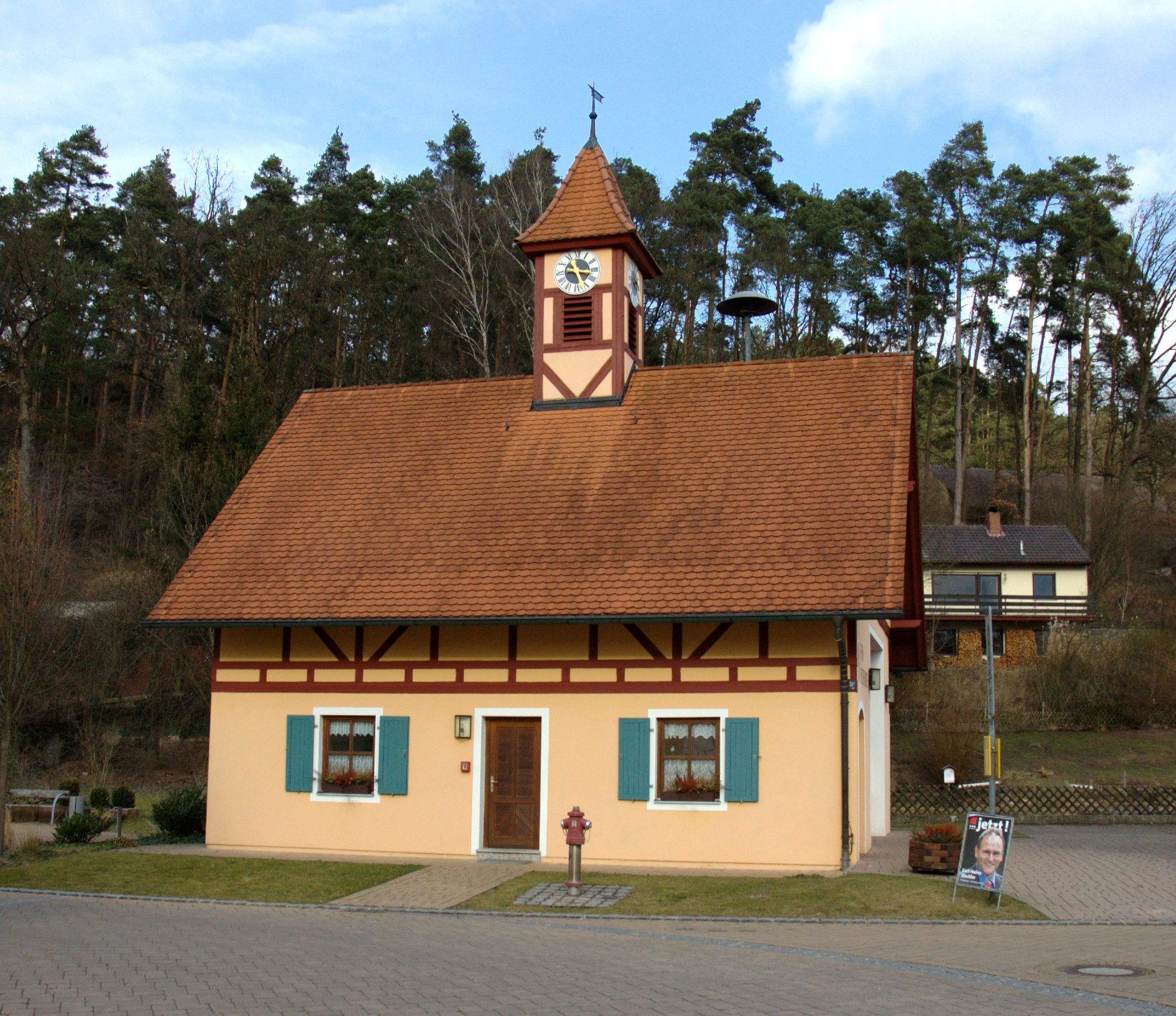
Feuerwehrhaus

Seitendorf (fränkisch: Saidndorf) ist ein Gemeindeteil der Stadt Heilsbronn im Landkreis Ansbach (Mittelfranken, Bayern). Die Gemarkung Seitendorf hat eine Fläche von 7,216 km². Sie ist in 606 Flurstücke aufgeteilt, die eine durchschnittliche Fläche von 11.907,50 m² haben. In ihr liegen neben dem namensgebenden Ort die Gemeindeteile Göddeldorf und Trachenhöfstatt.

## Geografie
Im Dorf fließen zwei namenlose Bäche zu einem Bach zusammen, der ein rechter Zufluss des Weißendorfer Bächleins ist, der wiederum ein rechter Zufluss der Schwabach ist. 0,7 km östlich liegt der Dreschelberg (418 m ü. NHN), 0,8 km südöstlich das Gaulnholz mit dem Lindenberg. Gemeindeverbindungsstraßen führen nach Trachenhöfstatt (0,7 km südwestlich) und zur Kreisstraße AN 29 (0,6 km nordwestlich) zwischen Göddeldorf (0,7 km nordöstlich) und Weißenbronn (2 km westlich). Bei der AN 29 gibt es eine Sandsteinfolge, die als Geotop ausgezeichnet und als Naturdenkmal geschützt ist.

## Geschichte
Der Ort wurde 1252 als „Sitendorf“ erstmals urkundlich erwähnt. Der Ortsname bedeutet zu dem auf der Seite gelegenen Dorf.
Im Jahre 1529 wurden zwei Untertansfamilien in Seitendorf angegeben, die der Hauptmannschaft Rohr der Reichsstadt Nürnberg unterstanden. In der Amtsbeschreibung des Pflegamtes Lichtenau aus dem Jahr 1748 wurden für den Ort zehn Untertansfamilien angegeben, von denen eine der Hauptmannschaft Rohr des Pflegamts unterstand und neun dem Kastenamt Windsbach.
Gegen Ende des 18. Jahrhunderts gab es in Seitendorf 14 Anwesen und ein Gemeindehirtenhaus. Das Hochgericht und die Dorf- und Gemeindeherrschaft übte das brandenburg-ansbachische Kasten- und Stadtvogteiamt Windsbach aus. Grundherren waren das Kastenamt Windsbach (1 Hof, 4 Halbhöfe, 6 Gütlein, 1 Schmiedstätte, 1 Wirtsgütlein, 1 Haus) und das Landesalmosenamt der Reichsstadt Nürnberg (1 Gut). Von 1797 bis 1808 unterstand der Ort dem Justiz- und Kammeramt Windsbach.
1806 kam Seitendorf an das Königreich Bayern. Im Rahmen des Gemeindeedikts wurde Seitendorf dem 1808 gebildeten Steuerdistrikt Weißenbronn und der 1810 gegründeten Ruralgemeinde Weißenbronn zugeordnet. Mit dem Zweiten Gemeindeedikt (1818) entstand die Ruralgemeinde Seitendorf, zu der Trachenhöfstatt und Göddeldorf gehörten. Sie war in Verwaltung und Gerichtsbarkeit dem Landgericht Heilsbronn zugeordnet und in der Finanzverwaltung dem Rentamt Windsbach. Von 1862 bis 1879 gehörte Seitendorf zum Bezirksamt Heilsbronn, ab 1880 zum Bezirksamt Ansbach (1939 in Landkreis Ansbach umbenannt) und zum Rentamt Heilsbronn (1919–1929: Finanzamt Heilsbronn, ab 1929: Finanzamt Ansbach). Die Gerichtsbarkeit blieb beim Landgericht Heilsbronn (1879 in Amtsgericht Heilsbronn umbenannt), seit 1956 ist das Amtsgericht Ansbach zuständig. Die Gemeinde hatte 1964 eine Gebietsfläche von 7,292 km². Sie wurde im Zuge der Gebietsreform in Bayern am 1. Januar 1972 in die Stadt Heilsbronn eingegliedert.

## Einwohnerentwicklung
Gemeinde Seitendorf
| Jahr      | 1818   | 1840   | 1852   | 1855   | 1861   | 1867   | 1871   | 1875   | 1880   | 1885   | 1890   | 1895   | 1900   | 1905   | 1910   | 1919   | 1925   | 1933   | 1939   | 1946   | 1950   | 1952   | 1961   | 1970   |
| Einwohner | 204    | 206    | 255    | 261    | 252    | 247    | 252    | 252    | 278    | 262    | 272    | 272    | 255    | 274    | 243    | 247    | 256    | 252    | 248    | 378    | 360    | 335    | 263    | 273    |
| Häuser    | 36     | 37     |        |        |        |        | 41     |        |        | 46     | 44     |        | 47     |        |        |        | 52     |        |        |        | 52     |        | 54     |        |
| Quelle    | [ 18 ] | [ 19 ] | [ 20 ] | [ 20 ] | [ 21 ] | [ 22 ] | [ 23 ] | [ 24 ] | [ 25 ] | [ 26 ] | [ 27 ] | [ 28 ] | [ 29 ] | [ 28 ] | [ 30 ] | [ 28 ] | [ 31 ] | [ 28 ] | [ 28 ] | [ 28 ] | [ 32 ] | [ 28 ] | [ 15 ] | [ 33 ] |

Ort Seitendorf
| Jahr      | 001818 | 001840 | 001861 | 001871 | 001885 | 001900 | 001925 | 001950 | 001961 | 001970 | 001987 | 002007 | 002016 |
| Einwohner | 95     | 80     | 110    | 114    | 129    | 132    | 131    | 180    | 139    | 140    | 128    | 131    | 124    |
| Häuser    | 18     | 16     |        |        | 22     | 23     | 26     | 27     | 29     |        | 34     |        |        |
| Quelle    | [ 18 ] | [ 19 ] | [ 21 ] | [ 23 ] | [ 26 ] | [ 29 ] | [ 31 ] | [ 32 ] | [ 15 ] | [ 33 ] | [ 34 ] |        | [ 1 ]  |

## Religion
Der Ort ist seit der Reformation evangelisch-lutherisch geprägt und bis heute nach St. Emmeram (Rohr) gepfarrt. Die Einwohner römisch-katholischer Konfession sind nach Unsere Liebe Frau (Heilsbronn) gepfarrt.